# Dschabal Bischri
Dschabal Bischri (arabisch جبل البشري, DMG Ǧabal al-Bišrī) ist eine Hochlandregion im Nordosten Syriens. Es liegt an der Grenze zwischen den Gouvernements Deir ez-Zor, ar-Raqqa und Homs. Bischri ist ein breiter Bergrücken, der sich unmittelbar westlich des Euphrat erstreckt und nordwestlich der Stadt Deir ez-Zor beginnend südwestlich bis nach Al Taibah reicht. Es ist Teil des Palmyren-Gebirgsgürtels in Zentralsyrien. Das Gebirge besteht aus Kalkstein, Gips, Marmor, Sandstein und entstand während des Jura und der Kreidezeit.

## Geschichte
Dschabal Bischri wird mit den Amurritern in Verbindung gebracht und war in akkadischen Quellen als „Berg des Amurrum“ bekannt.
Die akkadischen Könige Naram-Sin und Šar-kali-šarri bekämpften die amurritischen Stämme. Im Verlauf der Zeit drangen die Amurriter immer weiter nach Mesopotamien vor und gründeten Dynastien in Aleppo, Qatna, Mari, Babylon, Assur und die älteste Dynastie von Larsa unter Gungunum ab 1932 v. Chr. Bekanntester Amurriter ist der Herrscher von Babylon, Hammurapi.

### Syrischer Bürgerkrieg
Während des syrischen Bürgerkrieges ab 2011 war diese Region zwischen der Regierung und dem Islamischen Staat umkämpft (Belagerung von Deir ez-Zor). Am 25. April 2022 wurden im Rahmen der Kampagne „Rache für zwei Scheichs“ des Islamischen Staates drei syrische Soldaten in der Gegend getötet. Nach den Zusammenstößen führten russische Kampfflugzeuge Berichten zufolge mindestens 20 Luftangriffe gegen Ziele des Islamischen Staates in den nahe gelegenen Wüsten durch und forderten eine unbekannte Zahl von Opfern.
Am 20. Juni 2022 kam es in dem Gebiet zu Zusammenstößen zwischen Kämpfern des Islamischen Staates und Kräften des syrischen Militärs. Innerhalb von drei Tagen wurden mindestens 26 syrische Soldaten und 7 IS-Kämpfer getötet.

### Archäologische Stätte
Im Gebiet von Dschabal Bischri gibt es einige bekannte archäologische Fundplätze und Orte.
- Resafa
- Kherbet al-Halul, ummauertes Dorf 25 km südlich von Resafa
- Barayt Tell Hammam im Dorf Baluda, 10 km nordöstlich der Stadt al-Mansura
- Al-Hura
- Bir Kredy 15 km östlich von al-Mansura
- Al-Qabu al-Saghir 24 km südöstlich von al-Mansura
- Tell Muheir 30 km südöstlich von al-Mansura
- Ghanem al-Ali A-E, eine Gruppe von Tells, vermutlich aus der Bronzezeit
- Nachila, eine Festung 23 km südöstlich von Raqqa
- Qala't Safin 16 km südöstlich von Raqqa
- Qart al-Sud, ein Steinhaufen auf einem Hügel

## Natürliche Ressourcen
Die Region ist reich an natürlichem Asphalt, der 2007 entdeckt wurde. Gas- und Ölanlagen befinden sich rund um die Bischri-Hügel.